# N 14 (Ukraine)
Die N 14 (kyrillisch Н 14) ist eine ukrainische Fernstraße „nationaler Bedeutung“. Sie führt von Oleksandriwka in südlicher Richtung nach Mykolajiw.